# 高井太郎
高井 太郎（たかい たろう、1920年（大正9年） - 2010年（平成22年）1月23日）は、日本の海軍軍人、実業家。海兵70期。岐阜県出身。

## 経歴
海軍兵学校卒業後すぐに実戦配備となり測的士として「古鷹」に乗組となり第一次ソロモン海戦を経験する。サボ島沖海戦で「古鷹」が撃沈されるも「初雪」に救助される。その後「雪風」乗組となりケ号作戦に参加、ガダルカナル島撤退作戦において陸兵輸送を行う。撤退作戦が終わると一度は内地に戻され横須賀鎮守府付となるが、本人の希望もあり見張分隊長として「瑞鶴」乗組を命ぜられマリアナ沖海戦などを歴戦する。レイテ沖海戦にて「瑞鶴」が撃沈されると、4時間にわたる漂流ののちまたも僚艦に救助される。再び内地に戻った後は海軍兵学校教官となり、江田島で終戦を迎える。
終戦後は復員船（海防艦「択捉」）に乗務した後、京都大学を出て海運業に従事、大同海運（のちに日東商船と合併してジャパンラインとなる）および日産プリンス海運を経て1977年に独立しイースタン・カーライナーを設立して代表取締役社長に就任する。

## 年譜
- 1941年（昭和16年）11月：海軍兵学校卒業（70期）、同月「古鷹」乗艦
- 1942年（昭和17年）10月：「古鷹」沈没
- 1943年（昭和18年）1月：「雪風」乗艦、通信士。
- 1943年（昭和18年）8月：横須賀鎮守府付となる
- 1943年（昭和18年）11月：「瑞鶴」乗艦
- 1944年（昭和19年）10月：「瑞鶴」沈没
- 1945年（昭和20年）2月：海軍兵学校教官に任ぜられる
- 1951年（昭和26年）3月：京都大学卒業
- 1977年（昭和52年）5月：イースタン・カーライナー設立、代表取締役社長に就任
- 1999年（平成11年）6月：代表取締役社長を退任、同社取締役相談役に就任
- 2010年（平成22年）1月：神奈川県の自宅にて逝去

## 人物
- 父親も軍人であったが実家は経済的に豊かとはいえず、旧制中学校卒業後は学費のかからない進路ということで軍人を目指した。最初は陸軍士官学校を受けようとしたが身体検査で落とされ、海軍兵学校を選ぶ。
- 故郷は岐阜県山県郡（現・山県市）という山村であり、海軍兵学校に入るまで海を見たことさえなかった。もちろん泳ぎもできなかったが、海軍兵学校における訓練により、後に乗艦が撃沈された時には「古鷹」の時で1時間、「瑞鶴」で4時間もの間泳ぎながら救助を待つことができるまでになる。
- 「瑞鶴」が沈没した際には「若月」に救助される。「若月」とともに瑞鶴乗組員の救助にあたっていた「初月」は救助活動中に米艦隊の攻撃を受け、救助された瑞鶴乗組員とともに沈没した。これらの経験から、自分が生き残ったのは運が良かったからに過ぎないと述懐している。
- 江田島から広島の原爆を目撃している。
- 生家は、親の代に成立。同じ小倉（こぐら）地区にある、江戸時代は庄屋であり、門構えを有する本家の当主・萬助は、娘・たけ（太郎の母）を教員にし、土地家屋を与えて分家させ、婿養子をとらせた。これは、たけが幼少の頃に転んだ際、竹の切り株で顔に傷を負ったためであった。
- 妻・きよ子は、岐阜県の綾戸において戦前、豪農・大地主であった柳瀬家の出身。これは、高井本家の萬之助（太郎の従兄）のもとへ、柳瀬家から姉・礼子（婚前の名は榮）が嫁いだ縁であった。なお、太郎は戦後、妻の実家・柳瀬家と高井本家からの経済的支援を受けながら、京都大学であらためて学問を修めた。
- たくさんいた弟妹のうち、弟の高井和は、栗田化学工業株式会社を経て、クリンビューを製造販売していたタイホー工業株式会社で長く役員を務めた。